# Wilson Luiz Tanure
Wilson Luiz Tanure (? - 1978) foi um político brasileiro.
Atuou como deputado estadual de Minas Gerais na 5ª legislatura (1963 - 1967) como suplente na Assembleia
.
Foi reeleito para mais três mandatos consecutivos, como titular da cadeira na Assembleia Legislativa de Minas Gerais, pelo MDB, na 6ª , 7ª
 e 8ª legislaturas
. 
Faleceu em 1978, antes de terminar o mandato.